# Fuchstal

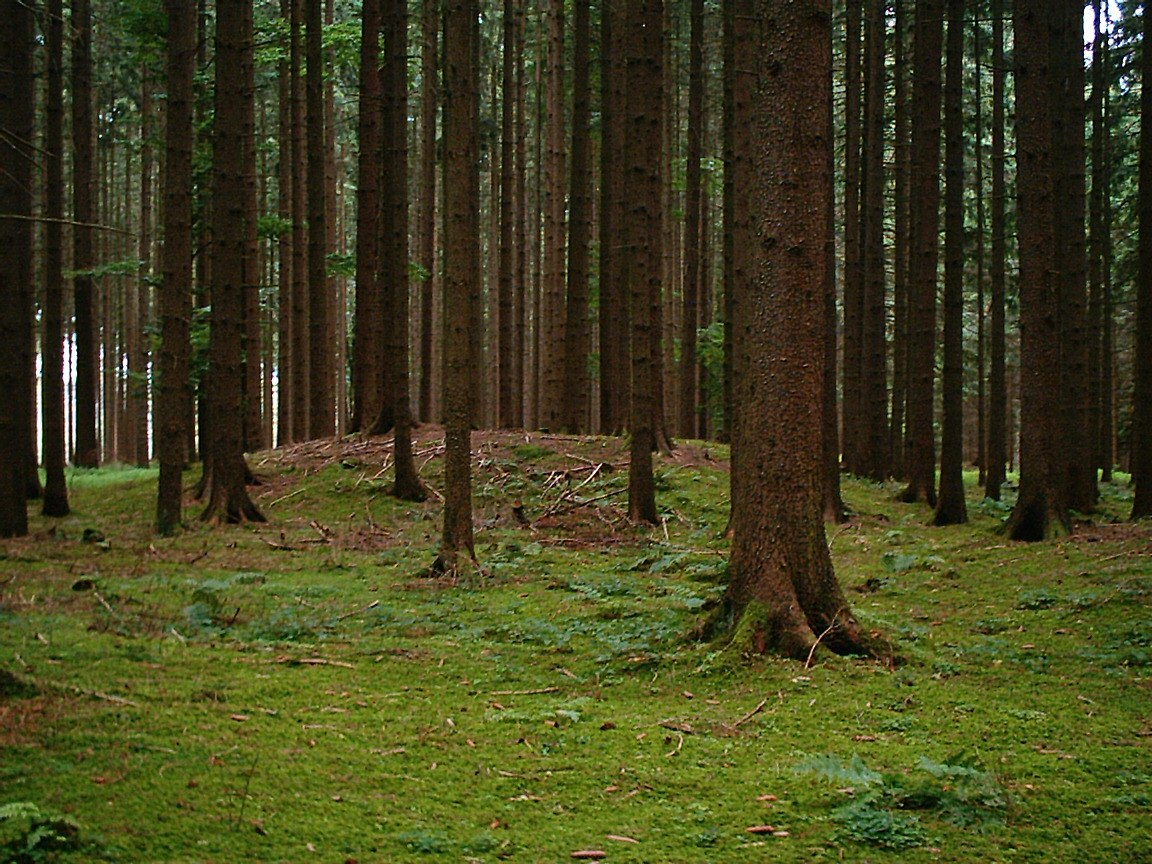
Hügelgräber im Wald bei Maria Stock

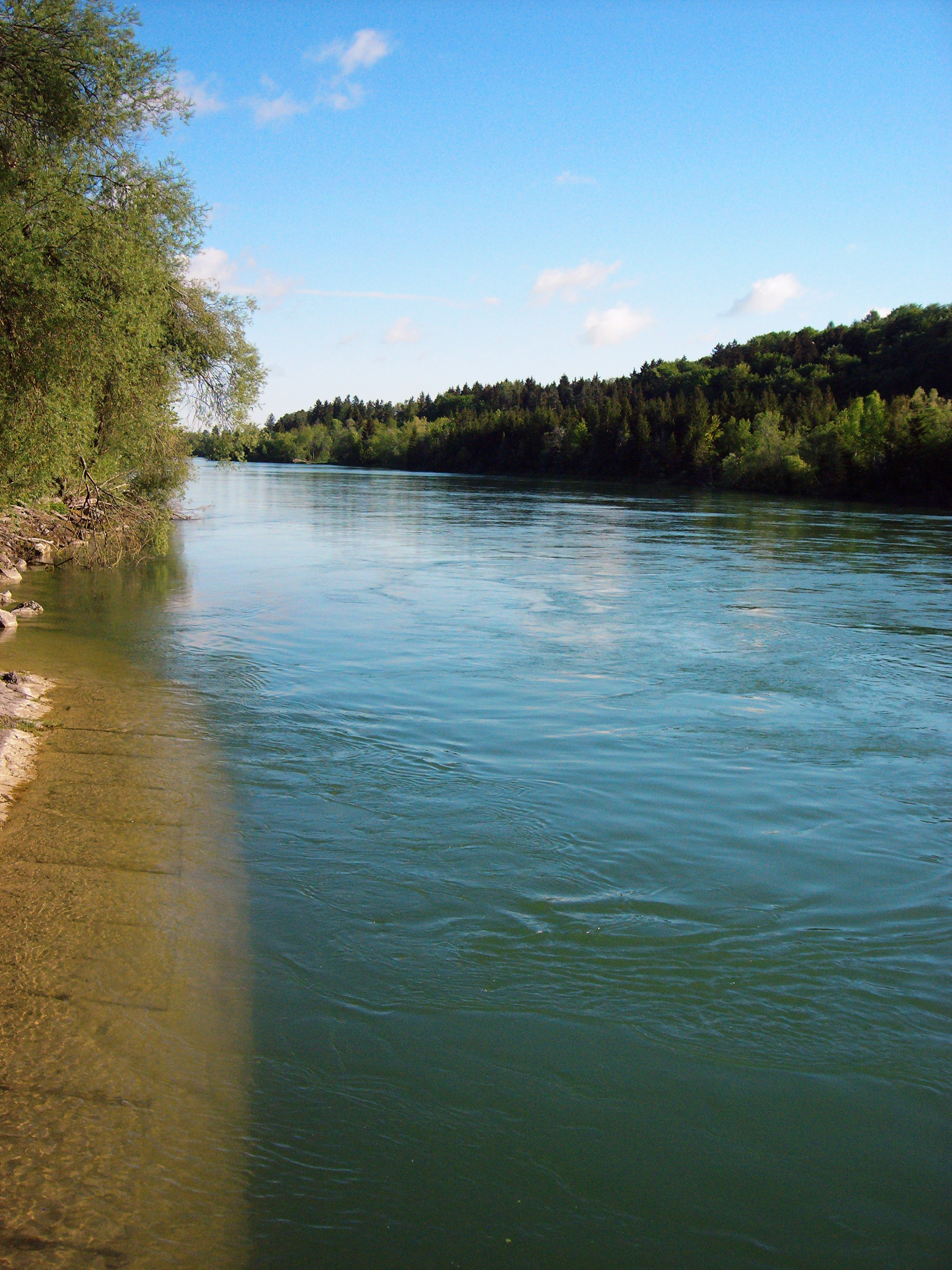
Der Lech bei Seestall

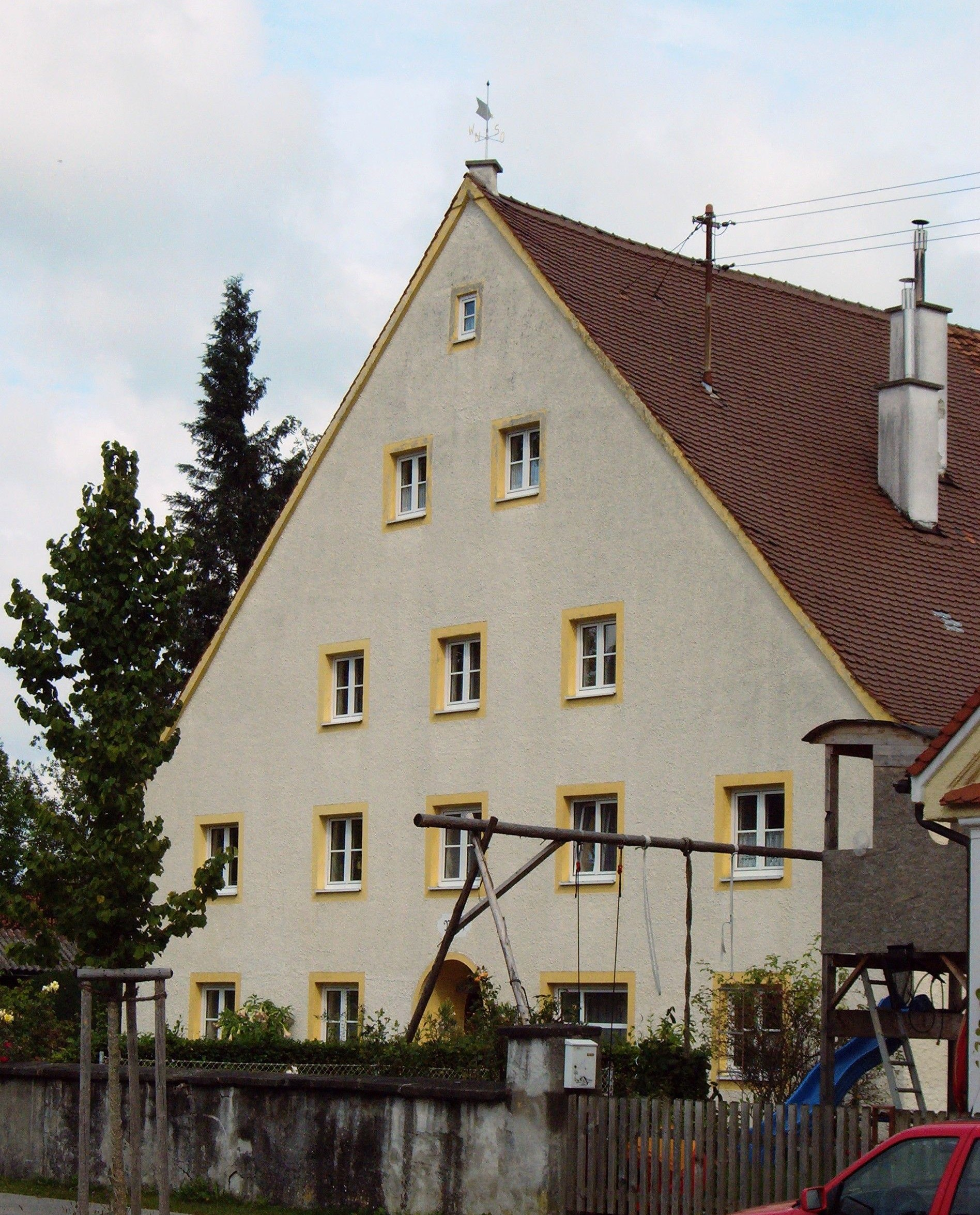
Der „Herrschaftliche Stadel“ an der Hauptstraße in Leeder

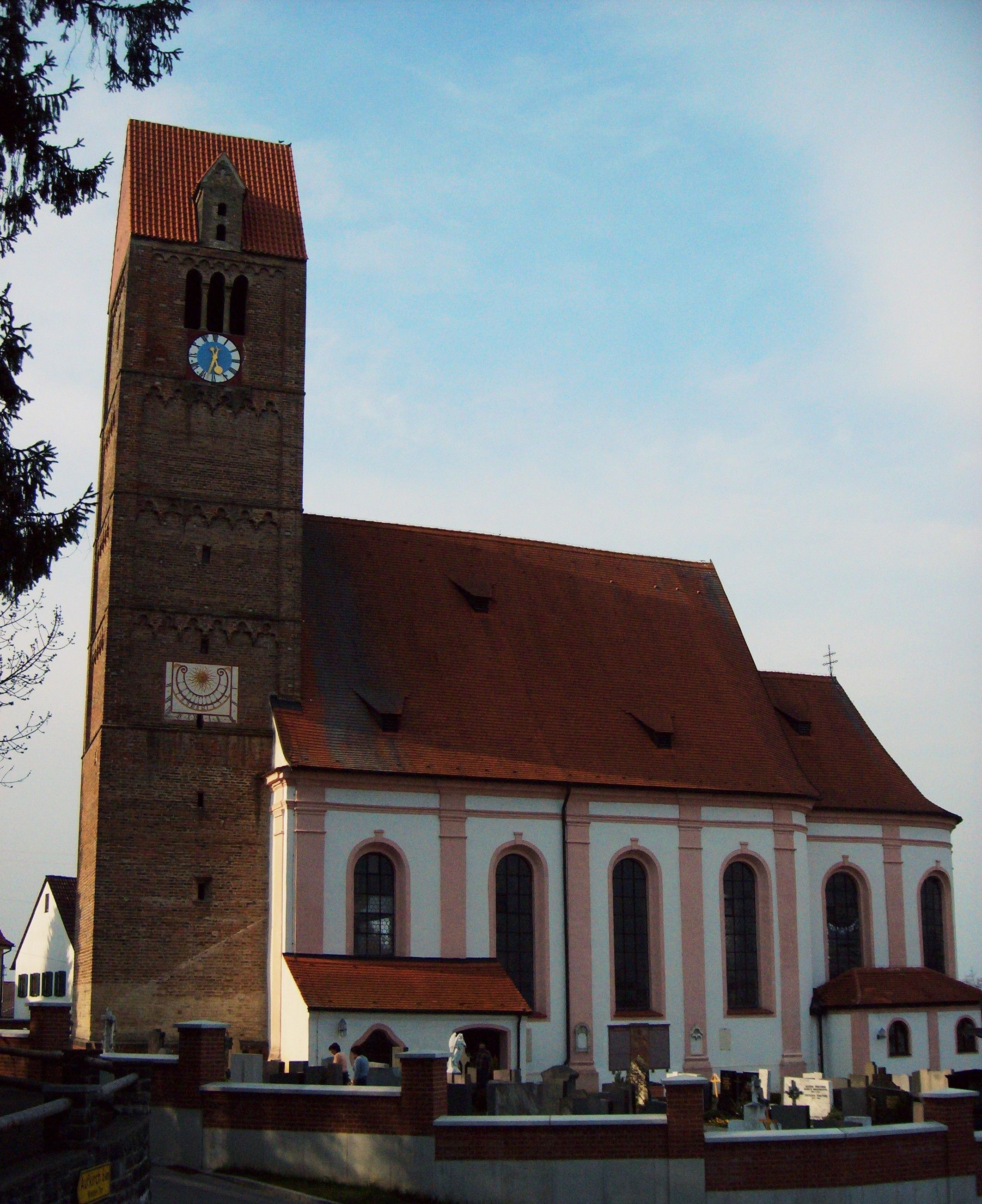
Pfarrkirche Mariae Verkündigung in Leeder

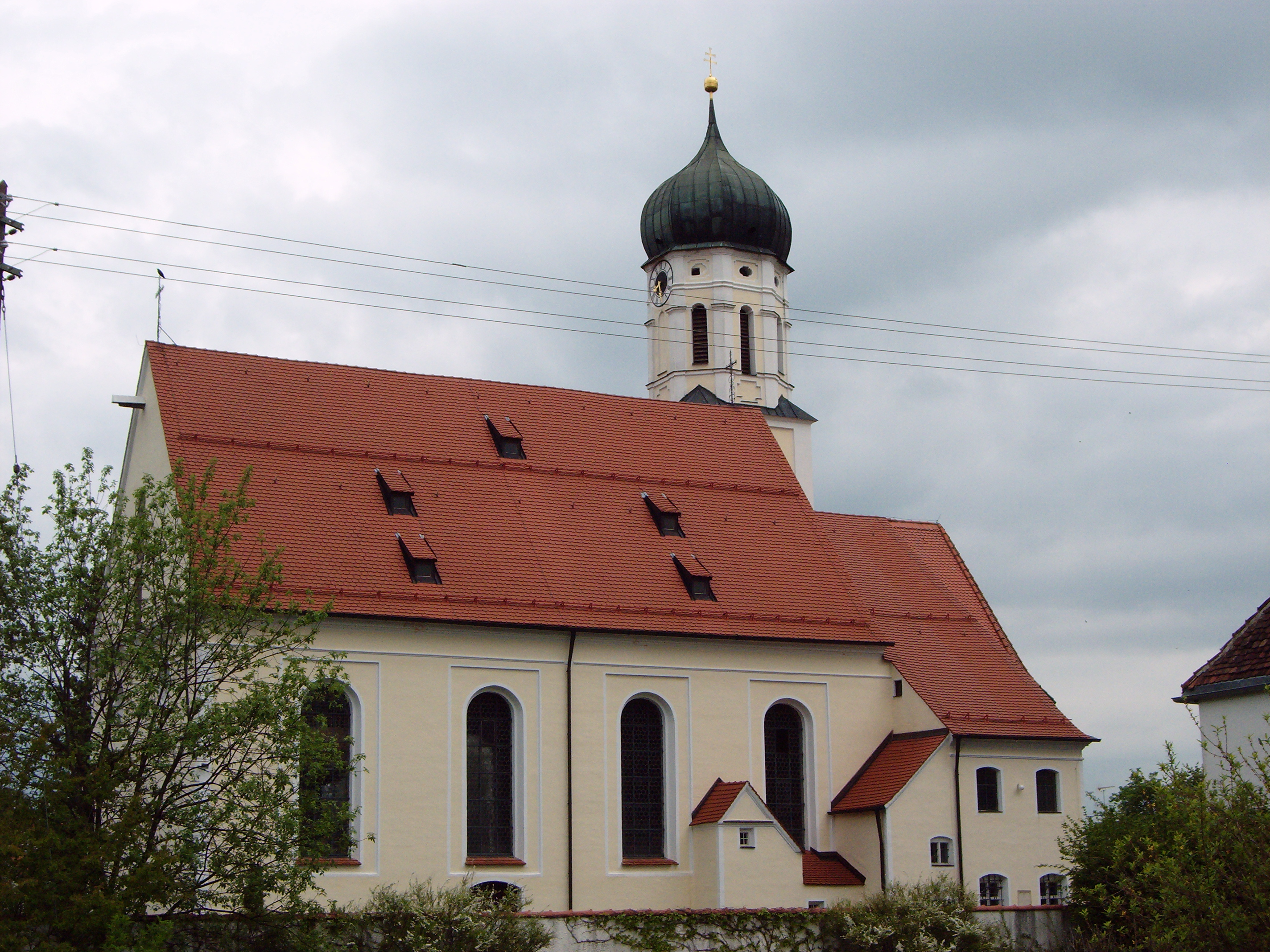
Pfarrkirche St. Johannes der Täufer in Asch

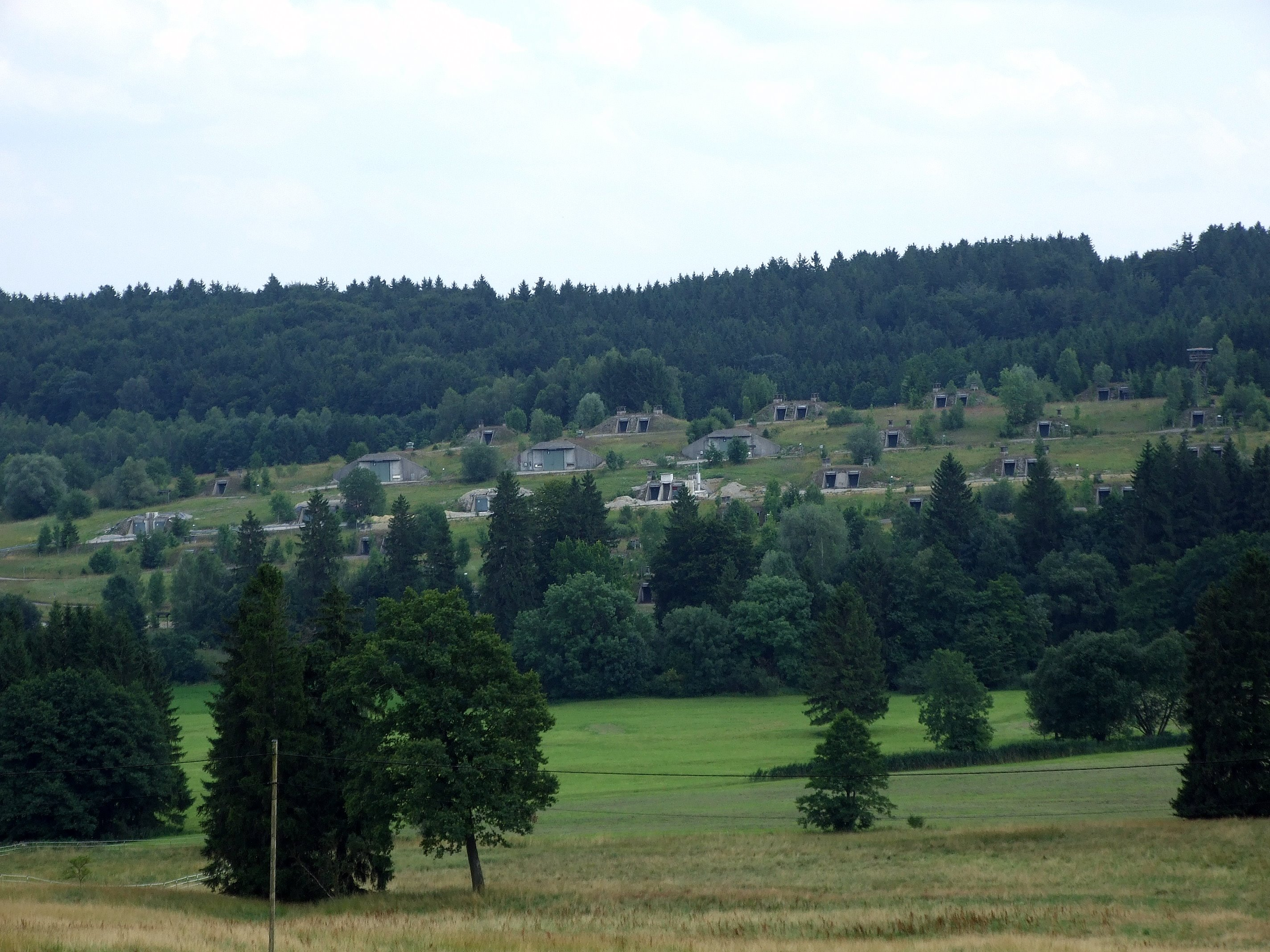
Bunker des ehemaligen Munitionslagers bei Engratshofen

Fuchstal ist eine Gemeinde im oberbayerischen Landkreis Landsberg am Lech etwa 75 Kilometer südwestlich von München. Sie bildet mit der Gemeinde Unterdießen die Verwaltungsgemeinschaft Fuchstal. Sitz der Gemeindeverwaltung ist der Hauptort Leeder. Einen Gemeindeteil namens Fuchstal gibt es nicht.

## Geografie
Das gleichnamige Tal zieht sich als Tal des Wiesbachs von Erpfting über Ellighofen, Unterdießen, Asch, Seestall, Leeder bis hin nach Denklingen.
Als Ursprung des Namens Fuchstal gilt die Talform, die an einen Fuchs erinnert. Eine andere Version besagt, der Name leite sich ab von der braunroten Farbe der Wiesen im Sommer, die an die Farbe eines Fuchses erinnere.
Der niedrigste Punkt der Gemeinde befindet sich auf 601 m ü. NHN am Lech, der höchste mit 788 m ü. NHN im Kingholz.

### Geografische Lage
Markt Leeder und Asch liegen etwa zwei Kilometer westlich des Lechs auf einer breiten Schotterterrasse, die im Osten von einem Altmoränenzug begrenzt wird. Seestall liegt direkt am Lech, der obere Dorfteil liegt etwas erhöht auf einer Schotterterrasse.
In römischer Zeit lief die Via Claudia Augusta durch das Gemeindegebiet, die heute als Fahrradweg ausgebaut und beschildert ist. Auch führt die Romantische Straße durch Asch und Leeder. Zwischen Seestall und Leeder durchschneidet die Bundesstraße 17 das Gemeindegebiet auf unbewohnter Fläche.

### Gemeindeteile
Es gibt 19 Gemeindeteile (in Klammern ist der Siedlungstyp angegeben):
- Asch (Pfarrdorf)
- Aschtal (Einöde)
- Engratshofen (Dorf)
- Grasmühle (Einöde)
- Hohenwart (Weiler)
- Lechmühlen (Dorf)
- Lechsberg (Weiler)
- Lechstufe 12 (Einöde)
- Lechstufe 13 (Weiler)
- Leeder
- Moosmühle (Einöde)
- Römerkessel (Dorf)
- Sägmühle (Einöde)
- Schäfmoos (Einöde)
- Seestall (Kirchdorf)
- Stock (Einöde)
- Welden (Kirchdorf)
- Weldermühle (Einöde)
- Wildbad (Einöde)

## Geschichte
Die Besiedelung der Gegend ist bis in die Latènezeit nachweisbar – in Asch und Leeder finden sich Hügelgräber und mehrere keltische Viereckschanzen.

### Geschichte des Gemeindeteils Leeder
Ältester Gemeindeteil ist Leeder, das von Franken vermutlich im 8. Jahrhundert als Wehrdorf zum Schutz des schwäbischen Hinterlandes vor bayrischen Angriffen gegründet wurde. Man nimmt an, dass sich der Ortsname aus dem flämischen „Lethe“ – „Lede“, d. h. künstlicher Wasserlauf ableitet. Besiedelt war Leeder zunächst von Flamen, die den Schmiedbach durch den Ort leiteten.
Im Jahre 1401 kaufte Friedrich von Freyberg Leeder, dessen Nachkommen bis 1497 Ortsherren waren und das Dorf an den Augsburger Händler und Bürgermeister Sigmund Gossembrot veräußerten. Nach dessen Tod im Jahr 1508 ging Leeder in den Besitz seines Schwiegersohnes Ulrich Rehlinger über, der ebenfalls Bürgermeister in Augsburg war. Rehlinger führte 1527 in Leeder den evangelischen Glauben ein. 1595 kaufte Jakob Fugger den Ort für 62.000 Gulden, setzte wieder einen katholischen Pfarrer ein und ließ die Kirche von Neuem katholisch weihen.
Im Jahre 1661 kaufte das Hochstift Augsburg den Ort von den Fuggern und richtet das Pflegamt Leeder ein, das die Orte Denklingen, Welden, Lengenfeld und die Weiler Krähmoos, Hohenwart und Lechmühlen umfasst. Oberhalb der heutigen Kirche bestand eine Burg, die zusammen mit dem am heutigen Dreiweiherweg gelegenen, schon 1552 erwähnten Lustschloss Martinsbrunn und dem Amtshaus nach der Säkularisation verfielen und auf Abbruch versteigert wurden. 1905 wurden zwischen dem neuen Friedhof und der „Almhütte“ am ehemaligen Sportplatz Mauerreste aus mörtelverbundenen Feldsteinen gefunden, die der damaligen Burgbefestigung zugeordnet werden. Das Marktrecht der Gemeinde ist 1568 erstmals erwähnt und 1807 urkundlich verbrieft. Es erlaubt der Gemeinde jährlich zwei Krämer- und Viehmärkte. Die Krämermärkte werden noch heute jeweils sonntags im Mai und im Herbst entlang der Hauptstraße des Ortes abgehalten.

### Geschichte des Gemeindeteils Asch
Die erste Erwähnung des Ortes datiert 1126, als die Grafen von Ronsberg aus Irsee Besitzungen in Asch beliehen. Im Jahre 1401 ging Asch an die Herren von Freyberg über, die den Besitz 1636 bzw. 1740 an das Augsburger Kloster St. Stephan vererbten.

### Geschichte des Gemeindeteils Seestall
Anders als die seit jeher schwäbischen Orte Leeder und Asch war der Flößerort Seestall als Teil des Lechrain seit jeher bayrisches Gebiet.
Die erste Erwähnung des Ortes als „Seestall“ erfolgte bei der Weihe der örtlichen St.-Johannes-Kirche durch Bischof Hartmann von Brixen am 27. September 1150. Eine weitere Nennung findet sich 1275 im bayerischen Steuerverzeichnis, dem Saalbuch von Herzog Ludwig dem Strengen.
Im Zweiten Weltkrieg bestand von Herbst 1944 bis März 1945 im Ort das Außenlager Kaufering VIII – Seestall des KZ-Außenlagerkomplexes Kaufering, in welchem mehrere hundert jüdische Häftlinge Zwangsarbeit verrichten mussten. Im Jahre 1950 ließ die Bayerische Staatsregierung einen Gedenkstein am Lechufer, östlich von Seestall, errichten, welcher an die mindestens 22 der bis 1945 verstorbenen Häftlinge aus dem Konzentrationslager erinnert, die hier begraben wurden. Ein Wegweiser an der B 17 weist auf die KZ-Gedenkstätte hin.

### Neuere Geschichte der Gemeinde
Seit dem Reichsdeputationshauptschluss und der Säkularisation von 1803 gehört das gesamte Gebiet der jetzigen Gemeinde Fuchstal zu Bayern, bis zur Gebietsreform gehörten Asch und Leeder zum Landkreis Kaufbeuren und damit zum bayerischen Regierungsbezirk Schwaben.
Die heutige Gemeinde Fuchstal entstand am 1. Juli 1972 im Rahmen der Gebietsreform aus dem Zusammenschluss der Gemeinden Asch und Seestall und der Marktgemeinde Leeder, jedoch ohne Krämoos, was an Oberostendorf ging. Seit 1978 besteht die Verwaltungsgemeinschaft Fuchstal mit den Mitgliedsgemeinden Fuchstal und Unterdießen.
Ab 1966 produzierte die seinerzeit weltbekannte Firma Uher in Leeder mit fast 300 Mitarbeitern unter räumlich ungünstigen Umständen im ehemaligen Schulgebäude Tonbandgeräte. 1971 wurde in Asch ein Neubau eröffnet, in dem bis zu 450 Mitarbeiter beschäftigt waren. Allerdings stürzte die japanische Konkurrenz die deutsche Unterhaltungselektronikindustrie ab den 1970er Jahren in eine schwere Krise, auch Uher, das nacheinander seine Werke schließen musste, am 31. Juli 1977 auch das Zweigwerk Asch-Leeder.
Bis 1984 hatte die Gemeinde einige hundert Meter östlich der Dörfer Asch und Leeder einen eigenen Bahnhof an der 1886 eröffneten Fuchstalbahn von Landsberg nach Schongau. Heute findet dort nur noch Güterumschlag für die Holzwerke Pröbstl statt.
Die US Army betrieb zusammen mit der Bundeswehr nahe dem Weiler Engratshofen das Sondermunitionslager Landsberg-Leeder. Es ist inzwischen entmilitarisiert.

### Einwohnerentwicklung
Zwischen 1988 und 2019 wuchs die Gemeinde von 2762 auf 3990 um 1228 Einwohner bzw. um 44,5 %.

## Politik

### Gemeinderat
Der Gemeinderat besteht aus 16 Mitgliedern.
| Jahr | FWGL | FWGA | FWGS | ELfF | NLF | gesamt | Wahlbeteiligung in % |
| ---- | ---- | ---- | ---- | ---- | --- | ------ | -------------------- |
| 2020 | 5    | 4    | 2    | -    | 5   | 16     | 69,0                 |
| 2014 | 7    | 3    | 3    | 3    | -   | 16     | 61,3                 |
| 2008 | 7    | 3    | 3    | 3    | -   | 16     | 65,5                 |

 Legende:
- ELfF = Eine Liste für Fuchstal
- FWGA = Freie Wählergemeinschaft Asch
- FWGL = Freie Wählergemeinschaft Leeder
- FWGS = Freie Wählergemeinschaft Seestall
- NLF = Neue Liste Fuchstal

### Bürgermeister
Erster Bürgermeister ist seit Mai 2002 Erwin Karg (Freie Wählergemeinschaft Leeder sowie Wählergemeinschaften Asch und Seestall); er wurde am 15. März 2020 mit 63,2 % der Stimmen für weitere sechs Jahre im Amt bestätigt.

### Wappen
| | Blasonierung: „Über silbernem Schildfuß, darin ein aus dem rechten Schildrand wachsendes rotes Ruder, gespalten; vorne in Blau ein silberner Wellenschrägbalken, hinten in Gold ein grünes Eschenblatt.“ |
| Wappenbegründung: Das heutige Wappen löste die aus den 1950er Jahren stammenden Wappen von Asch und Leeder ab. Das Ruder verweist auf den ehemaligen Flößerort Seestall, der Schrägbalken symbolisiert den durch Leeder laufenden Schmiedbach, das Eschenblatt verweist auf den Gemeindeteil Asch. Dieses Wappen wird seit 2000 geführt. | |

Ein früherer Wappenentwurf des Landrats Bernhard Müller-Hahl aus dem Jahr 1977 („In Blau auf einem silbernen Wellenbalken eine goldene Esche mit drei Zweigen, im Schildfuß drei goldene Kugeln“) war zwar in der Literatur (vgl. Heimatbuch für den Landkreis Landsberg am Lech, S. 463) als Gemeindewappen zu finden, es erlangte jedoch keine Rechtsgültigkeit.

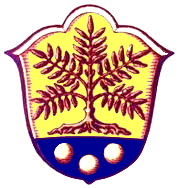
Wappen der ehemaligen Gemeinde Asch
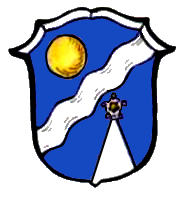
Wappen der ehemaligen Gemeinde Leeder

## Baudenkmäler
In Leeder sind nur wenige alte Bauwerke erhalten – das Schloss, das etwas außerhalb des Dorfes am heutigen Dreiweiherweg gelegene Lustschlösschen Martinsbrunn und weitere herrschaftliche Gebäude verfielen nach der Säkularisation und wurden später „auf Abbruch“ versteigert. Erhalten geblieben sind die bereits im 16. Jahrhundert erwähnte Taverne (Heute: Gasthaus Luitpold) und der herrschaftliche Stadel mit teilweise erhaltener Einfriedungsmauer gegenüber, in dem heute Geschäftsräume sind.
- Pfarrkirche Mariae Verkündigung im Gemeindeteil Leeder
- St. Stephan (Welden) im Ortsteil Welden
- Rathaus (Leeder)

## Persönlichkeiten
- Johann Baptist Baader (1717–1780), Kirchenmaler, wurde im Ortsteil Lechmühlen geboren.

- Florian Kettemer (* 1986), Eishockeyspieler, wuchs im Ortsteil Asch / Ascher Siedlung auf.